# Monte Silvretta
Il Monte Silvretta (3 244 m s.l.m. - in tedesco Silvrettahorn) è una montagna del Gruppo del Silvretta nelle Alpi Retiche occidentali. Si trova lungo la linea di confine tra Svizzera e Austria. Il Gruppo del Silvretta prende il nome da questa montagna.